# Saro Tribastone
Saro Tribastone (Ragusa, 27 novembre 1966) è un compositore, chitarrista e performer di musica strumentale italiano.

## Carriera
Egli esprime il suo amore per la sua terra, la Sicilia, attraverso le sue composizioni e le performance di musica acustica. Suona diversi strumenti a corda come la chitarra battente, la chitarra flamenco, lo Tzouras greco, il mandolino, alternandoli per creare il suo sound unico.
Le sue composizioni nascono da melodie ispirate alla musica folclorica siciliana e del Sud Italia, al flamenco spagnolo, alla musica latina come anche echi di sonorità etniche greche, arabe ed indiane. La sua passione per la musica inizia all'età di 6 anni, quando gli fu regalata la sua prima chitarra acustica. Da allora, egli ha perfezionato continuamente la sua tecnica esecutiva, attingendo ai repertori di varie musiche popolari. All'età di 8 anni, ha iniziato a creare le sue prime brevi composizioni strumentali. Nella sua carriera musicale, ha anche composto colonne sonore per vari documentari e televisione. Alcune delle sue canzoni sono state usate come accompagnamento musicale per i programmi trasmessi dalle TV satellitari negli Stati Uniti nel corso degli anni. Alcuni brani selezionati sono stati inseriti in programmi TV per la BBC, Rai, Discovery Channel, MTV e The Oprah Winfrey Show. La sua musica inoltre è apparsa su The Landscape Channel.
Ad oggi Saro ha due album e un singolo al suo attivo: Il singolo Salinas (2012), l'album interamente strumentale intitolato Viento De Siroco (2009) e la Fanusa EP (2006).

## Galleria d'immagini

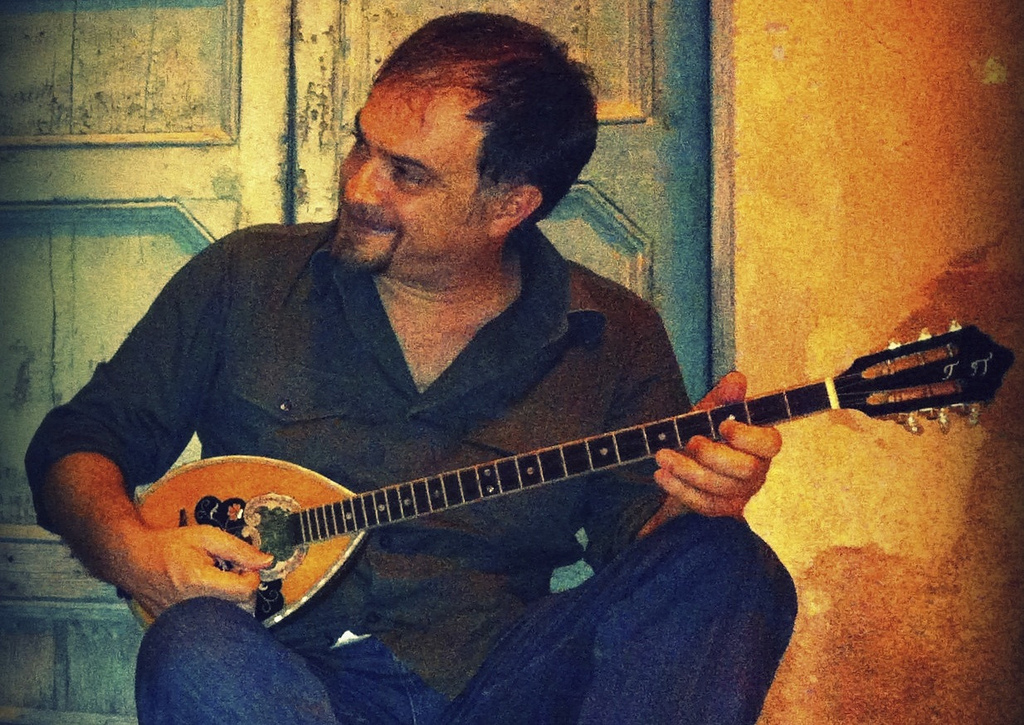
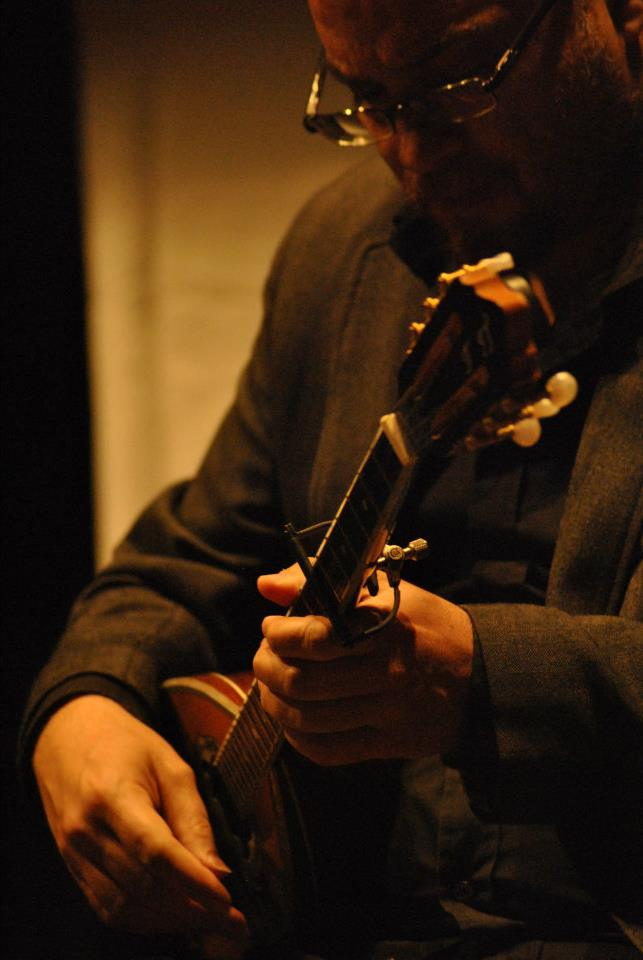
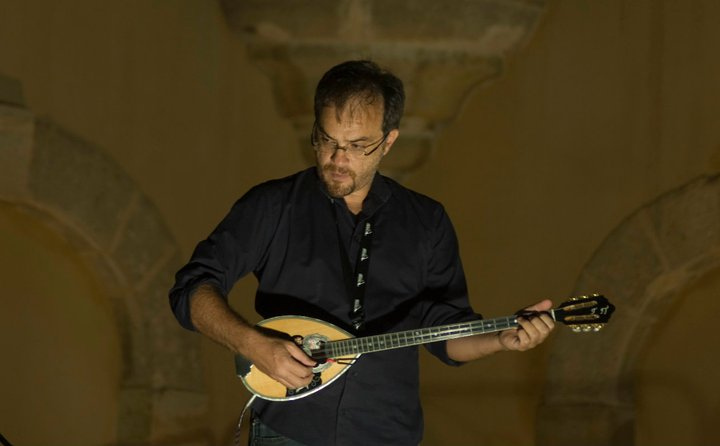
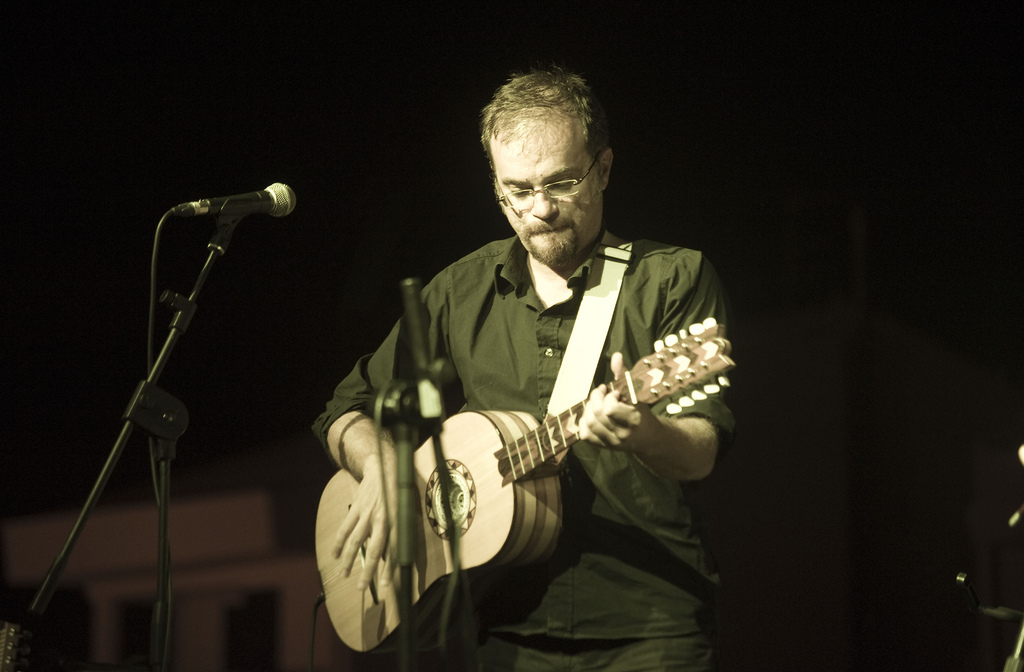
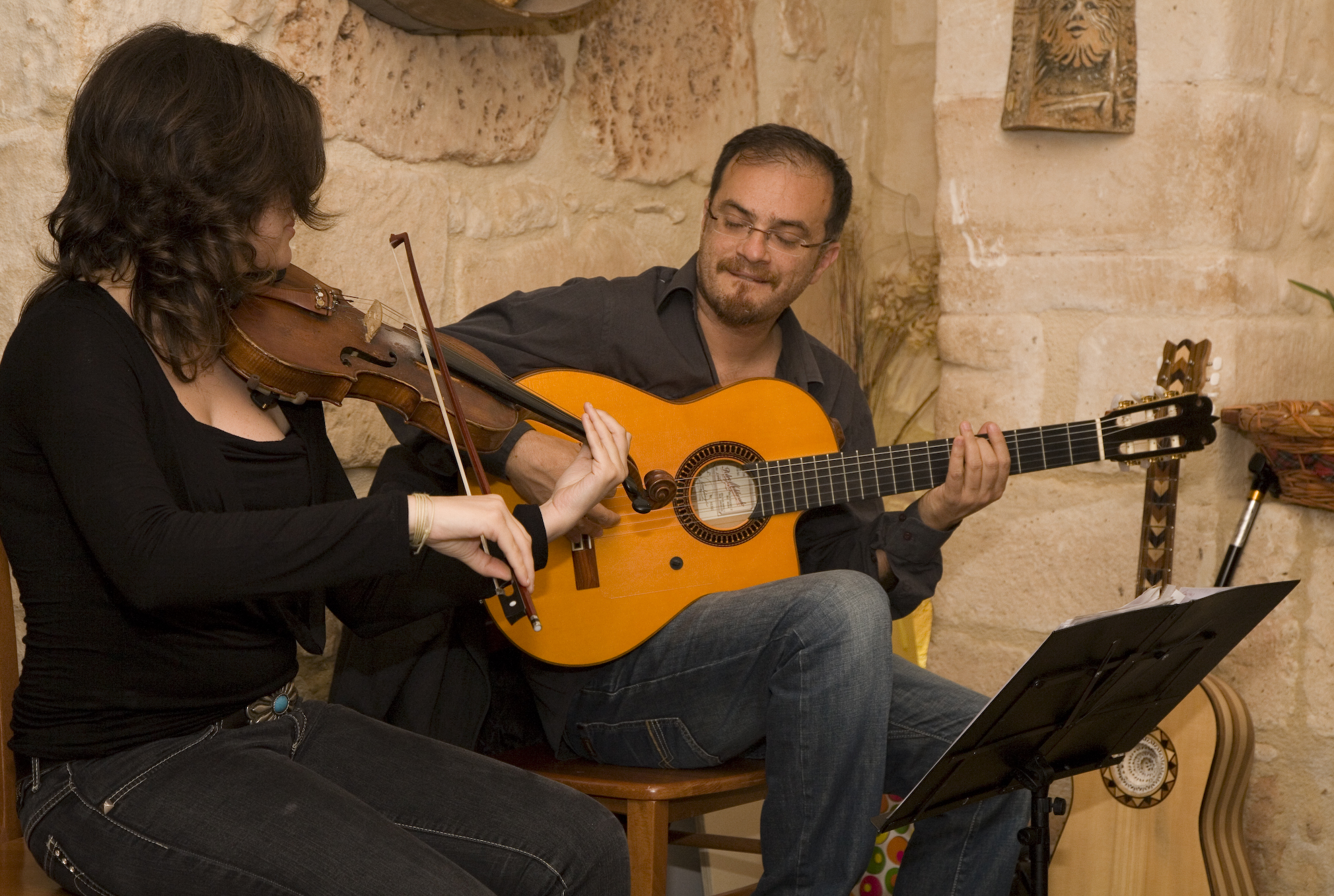
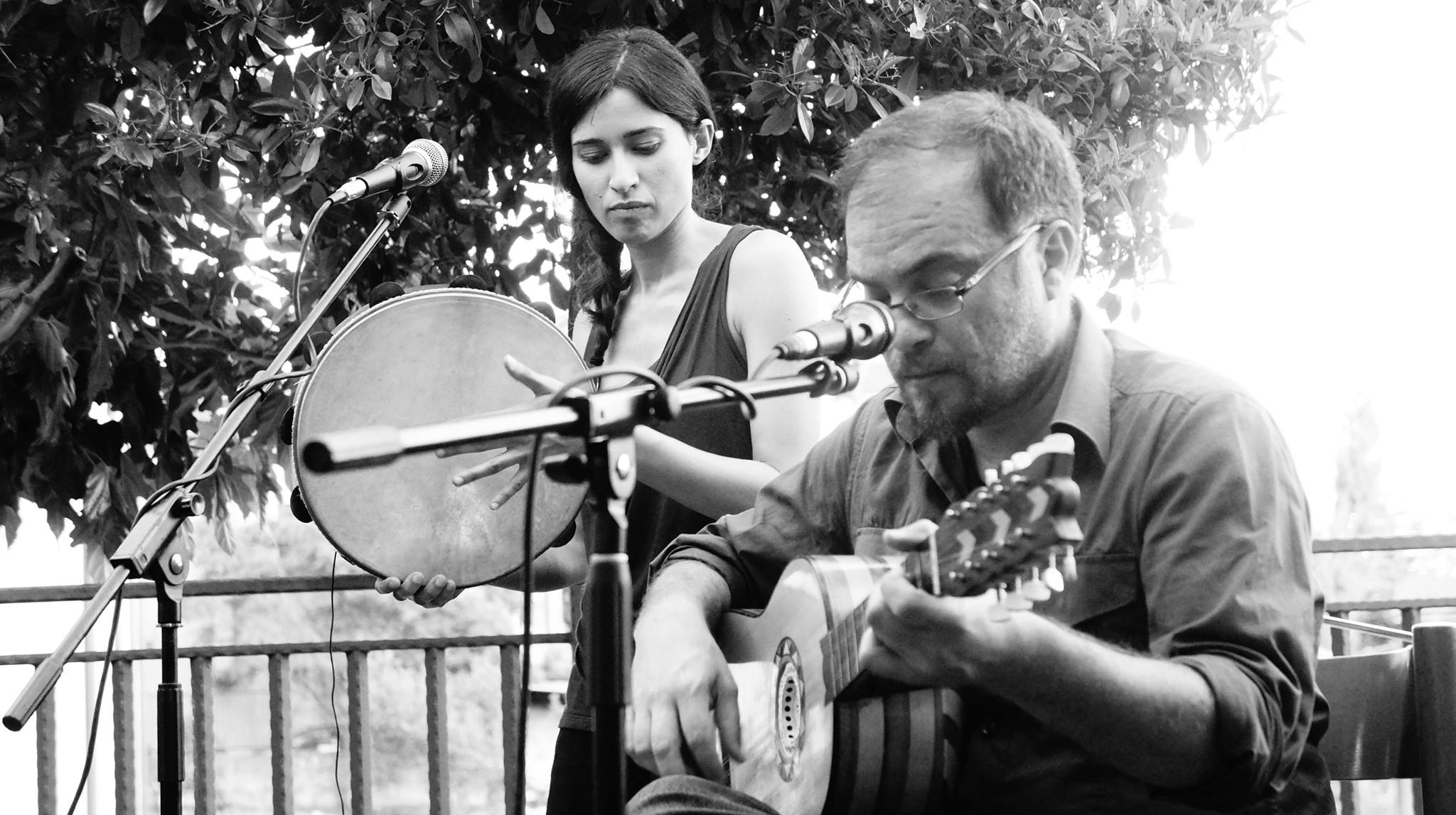
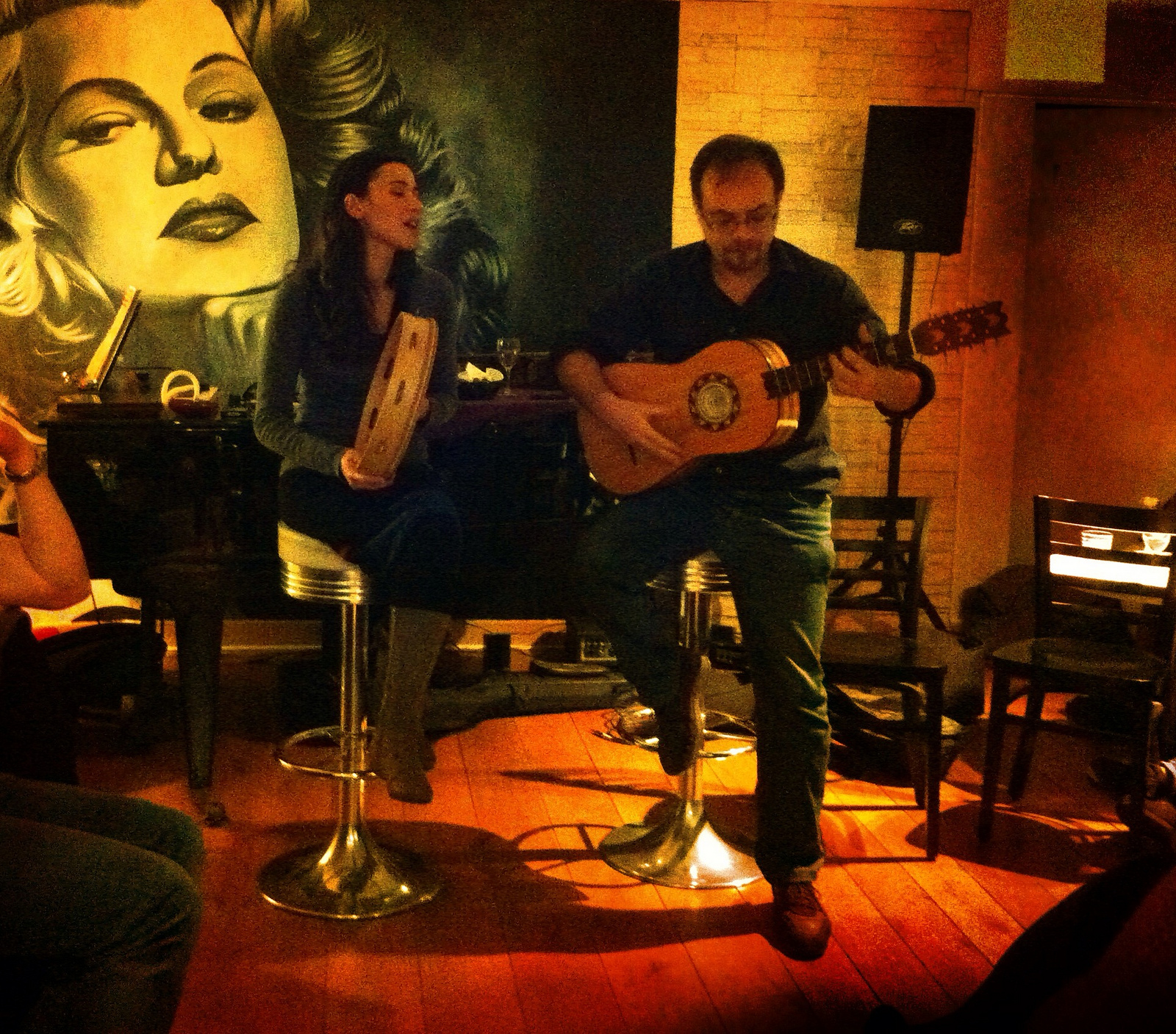
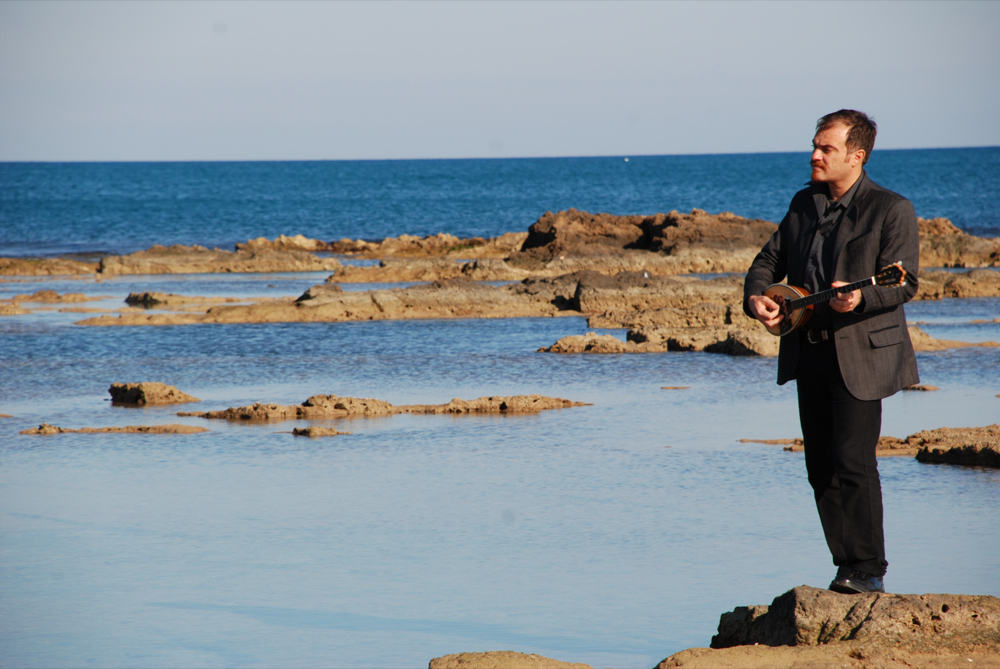
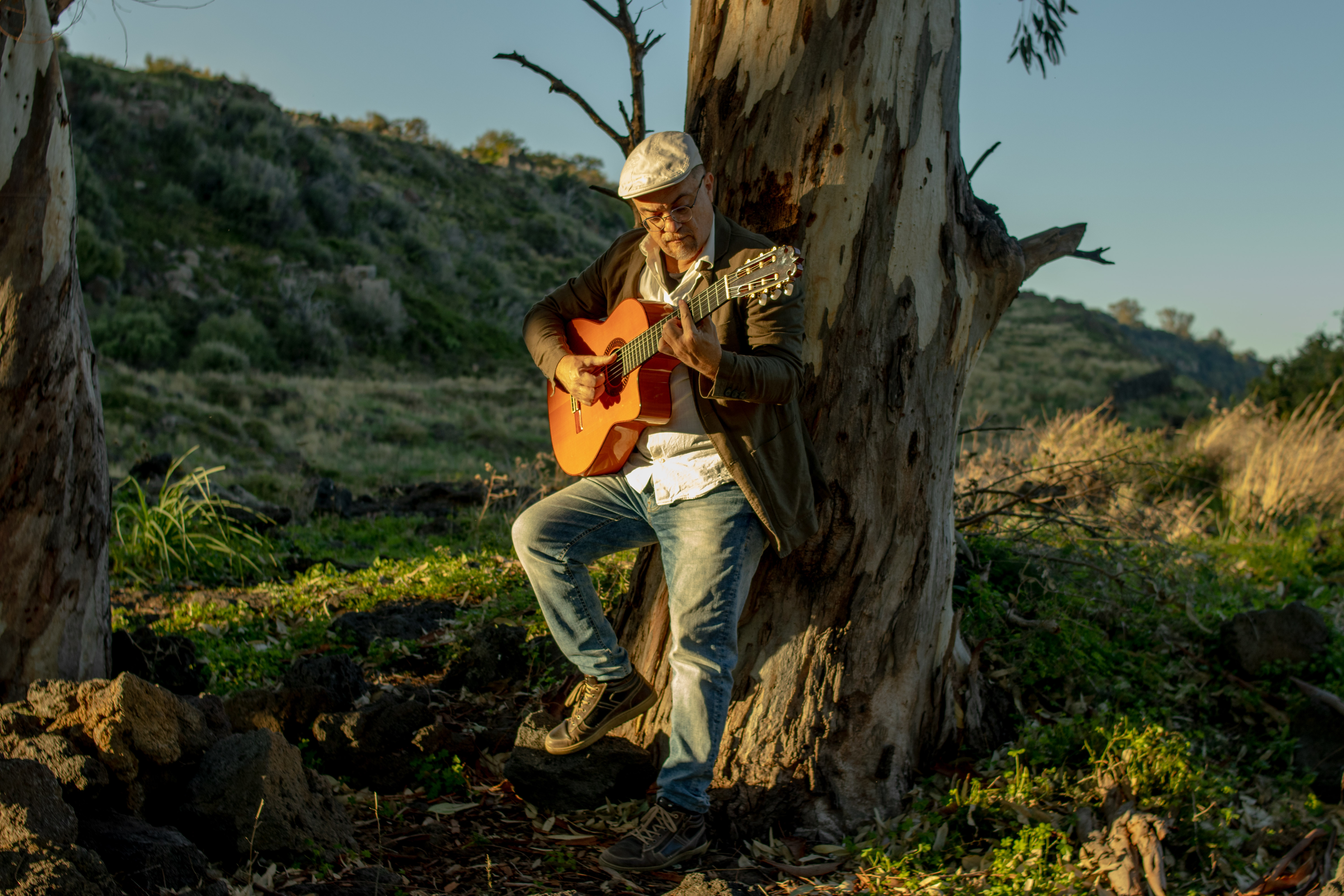

## Discografia
- Mirage (2019)
- Babel Blue (2017)
- Remèny (2017)
- Salinas (2012)
- Viento De Siroco (2009)
- Fanusa (2006)